# Vatsouniá
Vatsouniá är en ort i Grekland.   Den ligger i prefekturen Nomós Kardhítsas och regionen Thessalien, i den centrala delen av landet, 240 km nordväst om huvudstaden Aten. Vatsouniá ligger 401 meter över havet och antalet invånare är 615.
Terrängen runt Vatsouniá är bergig västerut, men österut är den kuperad. Runt Vatsouniá är det ganska glesbefolkat, med 43 invånare per kvadratkilometer. Närmaste större samhälle är Mouzáki, 7,0 km öster om Vatsouniá. I omgivningarna runt Vatsouniá växer i huvudsak blandskog.